# Antoni Tworek
Antoni Tworek (ur. 5 stycznia 1897 w Łoniowie, zm. 24 grudnia 1942 w Dachau) – polski duchowny katolicki, Sługa Boży Kościoła katolickiego.

## Życiorys
Pochodził z wielodzietnej rodziny Wojciecha i Jadwigi z Hołodych. Antoni został ochrzczony pięć dni po urodzinach. Uczęszczał do miejscowej szkoły powszechnej i do gimnazjum w Sandomierzu, gdzie później kontynuował edukację w Seminarium Duchownym. Ukończeniu nauki towarzyszyło przyjęcie święceń kapłańskich w 1920 roku.
Pracę zawodową rozpoczął jako wikariusz w Ćmielowie, ale po dwóch latach otrzymał pozwolenie na podjęcie dalszej nauki. Studia na wydziale prawa kanonicznego Katolickiego Uniwersytetu Lubelskiego zakończył w 1926 roku, obroną pracy doktorskiej. W odpowiedzi na apel bp. M. J. Ryxa poprosił o pozwolenie podjęcia posługi duszpasterskiej wśród emigracji polskiej we Francji. Pracował początkowo jako kapelan w Montceau-les-Mines i Barlin, a następnie w Oignies. Ze względu na zły stan zdrowia, w listopadzie 1930 roku powrócił do kraju. Mianowany został notariuszem sądu biskupiego i rektorem kościoła św. Jakuba w Sandomierzu. Do wybuchu II wojny światowej ks. Antoni Tworek był spowiednikiem studentów seminarium duchownego, a od 1934 roku sekretarzem redakcji czasopisma „Prawda Katolicka”. W latach 1934–1939 był kuratorem Domu Księży Emerytów, a także patronował Stowarzyszeniu Robotników Chrześcijańskich. Lata 1934–1936 to także jego kościelna asystentura Katolickiego Stowarzyszenia Mężów oraz Katolickiego Stowarzyszenia Kobiet. W 1937 roku sfinalizował powstanie Chrześcijańskiej Kasy Bezprocentowej, której wiceprezesował. 12 marca 1940 roku został wiceoficjałem Sądu Biskupiego, a dwa dni później kanonikiem honorowym Kapituły Katedralnej w Sandomierzu.
Aresztowany został przez gestapo 16 marca 1942 roku o godz. 6.00 i początkowo przetrzymywany w więzieniu na Zamku w Sandomierzu, gdzie poddawany był torturom. W grupie więźniów, razem z bł. Antonim Rewerą przewieziony został do hitlerowskiego obozu koncentracyjnego Auschwitz-Birkenau, a następnie Dachau. Bity i katowany zmarł z wyczerpania, a jego ciało spalono w obozowym krematorium 28 grudnia 1942.
W kościele parafialnym w rodzinnym Łoniowie w 1992 roku odsłonięto tablicę upamiętniającą męczeńską śmierć ks. Antoniego Tworka.
Jest jednym z 122 Sług Bożych (obecnie 70), wobec których 17 września 2003 roku rozpoczął się proces beatyfikacyjny drugiej grupy męczenników z okresu II wojny światowej.